# Forêt de Mende
La forêt de Mende est une forêt domaniale (propriété de l'État) située dans le département de la Lozère en France. La gestion est confiée à l'Office National des Forêts (ONF). Elle borde la ville de Mende, couvrant le mont Mimat, et s'étend sur la vallée du Valdonnez et une partie du causse de Sauveterre au-dessus de Chanac. Elle est en périphérie du parc national des Cévennes.

## Géographie
La forêt s'étend sur 5400 ha sur 27 km de large d'Est en Ouest et de 17 km du Nord au Sud. Elle couvre 16 communes différentes des vallées du Lot et du Valdonnez : Mende, Lanuéjols, Saint-Bauzile, Saint-Étienne-du-Valdonnez, Balsièges, Chanac...

## Histoire
La forêt est jusqu'au milieu du XIXe siècle en retrait sur ce territoire, les versants sont nus et déboisés pour y effectuer le pâturage et des cultures en bancels.
Au cours du XIXe siècle, l'ensemble des causses autour de Mende ont été reboisés dans le contexte des lois de Restauration des terrains en montagne. C'est ce qui a constitué la forêt domaniale. Ce reboisement des causses a été initié et mené à bien par Georges Fabre. L'objectif est de restaurer des sols ruinés par la pratique pâturage intensif et de réguler les eaux du Lot et de ses affluents. Le reboisement permet aussi de réduire les risques en fixant la terre des versants. Il se compose principalement de pins noir d'Autriche, réputé pour sa bonne acclimatation à l'altitude, aux températures basses, sa pousse rapide, et s'adaptant à toute nature de sol.
Cette forêt est donc plutôt récente même si elle constitue l'identité du paysage local.

## Écologie

### Faune
- Cerf, biche
- Écureuil
- oiseaux (Pic noir, Faucon pèlerin, Hibou grand-duc...)[1]
- chiroptères, odonates (libellules)[1].

### Flore
- Pin noir d'Autriche
- Hêtre
- Chêne
- Orchidées sauvages protégées.

## Activités
Plusieurs chemins de balade ou de randonnée ont été aménagés au sein de la forêt domaniale de Mende (50km de pistes). De plus, sur le mont Mimat se trouvent d'autres lieux d'activité : jeux pour enfants, parcours acrobatique, parcours de santé, 125 km pistes VTT, parcours de course d'orientation, etc.

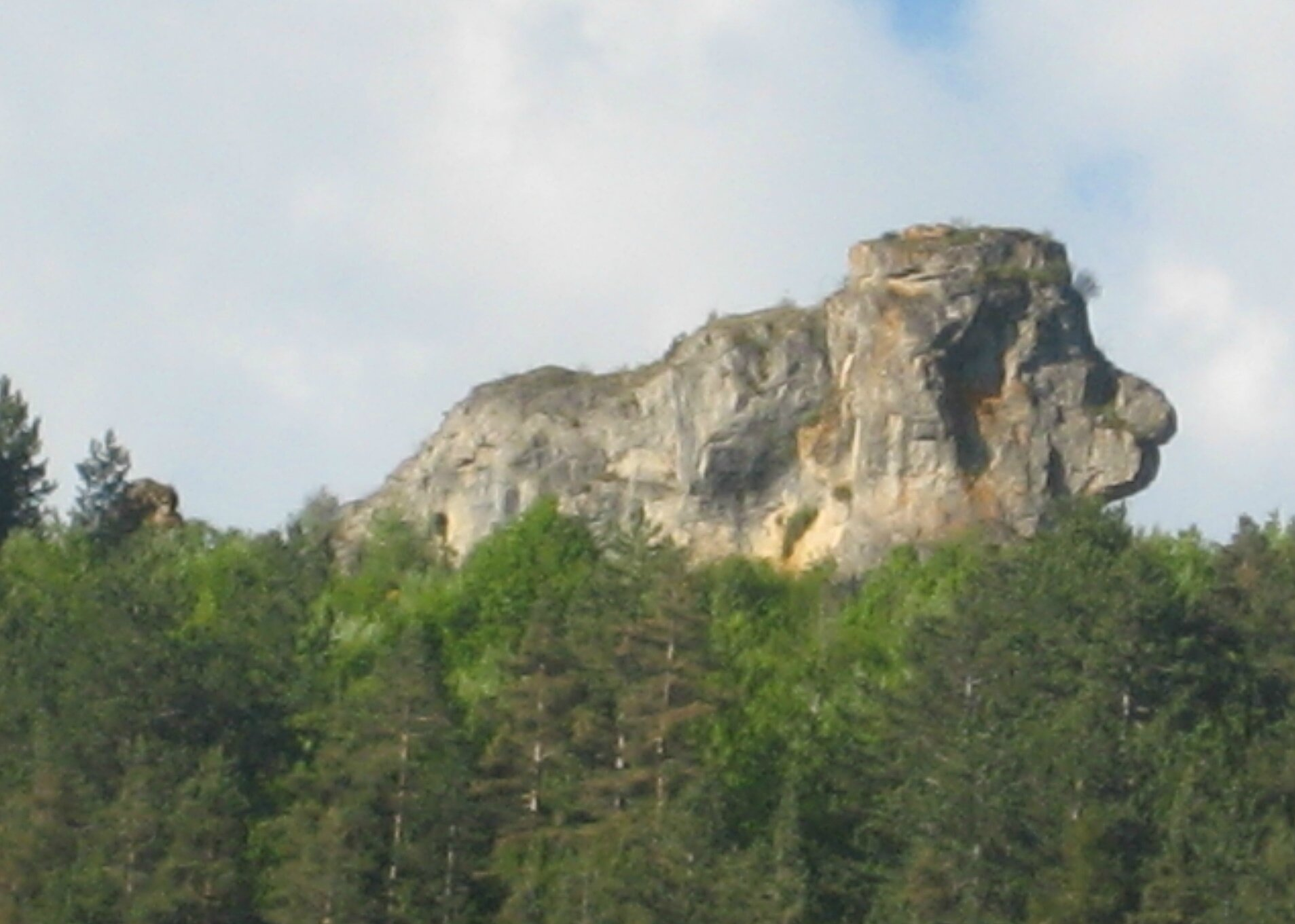
Le lion de Balsièges

## Éléments remarquables
- Le lion de Balsièges, rocher calcaire ressemblant à un lion et dominant la ville de Balsièges.
- Le Truc de Balduc, culminant à 1 103m d'altitude, site ZNIEFF.
- Ruines du château de Chapieu
- La Croix de fer de Saint Privat du Mont Mimat, installée 8 juillet 1933, illuminée depuis l'été 1965. Ainsi que l'ermitage et la grotte de Saint Privat.
- Villages morts de la Chaumette et le Gerbal, dépeuplés et abandonnés au XIXe siècle et au XXe siècle, vendus à l'Etat en 1905[3].